# Ивановский (Нижегородская область)
Ивановский — посёлок в городском округе Семёновский Нижегородской области России.

## География
Посёлок находится на правом берегу реки Керженец.

### Часовой пояс
Посёлок Ивановский, как и вся Нижегородская область, находится в часовой зоне МСК (московское время). Смещение применяемого времени относительно UTC составляет +3:00.

## Население
| 2002 | 2010 |
| ---- | ---- |
| 1    | →1   |